# Centre d'études des mondes africains
Le Centre d'études des mondes africains (CEMAf) était une unité mixte de recherche (UMR 8171) interdisciplinaire associant le CNRS, l'université Paris 1 Panthéon-Sorbonne, l'université de Provence Aix-Marseille I (intégrée dans l'université d'Aix-Marseille depuis 2012) et l'École pratique des hautes études (EPHE). Il était dirigé par Pierre Boilley. Les directeurs-adjoints étaient Marie-Laure Derat (Paris), Odile Journet-Diallo (Ivry) et Jacky Bouju (Aix-en-Provence). Bertrand Hirsch et Dominique Juhé-Beaulaton ont aussi été directeurs-adjoints du site de Paris.
Le CEMAf est constitué au 1er janvier 2006, par le regroupement de trois laboratoires : l'«Institut d’études africaines» (IEA, UMR 6124) d'Aix-en-Provence, « Systèmes de pensée en Afrique noire » (SPAN, UMR 8048) à Ivry-sur-Seine et « Mutations africaines dans la longue durée » (MALD, UMR 8054) à Paris.
Au 1er janvier 2014, il a fusionné avec deux autres centres de recherche, le Centre d'études africaines (CEAf) et le Centre d’histoire sociale de l’islam méditerranéen (CHSIM), tous deux installés dans les locaux de l'École des hautes études en sciences sociales (EHESS), pour former l'Institut des mondes africains (IMAf).

## Axes de recherche
1. Épistémologie et savoirs
2. Mutations africaines et mondialisations dans la longue durée
3. États, espaces, mémoires
4. Configurations politiques, mobilisations identitaires et dynamiques religieuses
5. Développement et constructions sociales, environnements et santé

## Équipe
En 2011, le CEMAf comportait 231 membres dont :
- 20 chercheurs CNRS
- 28 enseignants-chercheurs
- 9 ingénieurs et techniciens CNRS
- 5 IATOS/ITARF de l'enseignement supérieur
- 16 post-doctorants « non statutaires »
- 6 correspondants scientifiques en Afrique
- 147 doctorants

## Publications
Le CEMAf était impliqué dans plusieurs publications de revues académiques :
- Politique africaine, en collaboration avec Les Afriques dans le Monde (LAM, Bordeaux)[2], publiée par les éditions Karthala[3].
- Afriques. Débats, méthodes et terrains d’histoire, revue en ligne[4].
- La revue Afrique & Histoire, publiée par les éditions Verdier, s'est interrompue au neuvième numéro.

## Localisation
Le CEMAf était réparti sur plusieurs sites :
- Le centre Malher, à Paris : métro Saint-Paul,
- La Maison méditerranéenne des sciences de l'homme (MMSH), à Aix-en-Provence,
- Au CNRS Paris A, à Ivry-sur-Seine.

## Collaborations et réseaux
Le CEMAf était membre de l'AEGIS, réseau européen de recherche sur l'Afrique.
Il participait au Réseau des études africaines en France, réseau thématique pluridisciplinaire (RTP) du CNRS consacré à l'Afrique, devenu en 2013 le GIS « Études africaines », dont il abrite le secrétariat.

## Bibliothèques
La Bibliothèque de recherches africaines (BRA) est située sur le site parisien du CEMAf, au centre Malher. Elle regroupe plusieurs fonds documentaires spécialisés sur les études africaines (histoire, géographie, anthropologie, sciences politiques…), qu'elle a acquis depuis les années 1960.
La spécificité et la richesse de ses collections (imprimés, revues, fonds d'archives…) attirent de nombreux chercheurs et étudiants tant français qu’étrangers.
À Aix-en-Provence, l'ancienne bibliothèque de l'Institut d'études africaines a intégré la médiathèque de la Maison méditerranéenne des sciences de l'homme.